# ووسکرسنسکویه (استان آرخانگلسک)
ووسکرسنسکویه (به لاتین: Voskresenskoye) یک منطقهٔ مسکونی در روسیه است که در استان آرخانگلسک واقع شده‌است.